# The Celebrated Scandal
The Celebrated Scandal è un film muto del 1915 diretto da James Durkin e J. Gordon Edwards. Il soggetto è tratto dal lavoro teatrale El Gran galeoto di José Echegaray y Eizaguirre, Premio Nobel 1904 per la Letteratura. La sceneggiatura del film, prodotto e distribuito dalla Fox Film Corporation, è firmata da Elaine Sterne.

## Trama
Don Julian si prepara a lasciare la Spagna per diventare ambasciatore in Inghilterra, quando Ernesto, orfano di un suo vecchio amico, gli chiede aiuto. Don Julian lo ospita a casa sua ma questo suo atteggiamento generoso provoca una ridda di pettegolezzi: Alvarez, per vendicarsi di Ernesto il cui padre anni prima l'aveva denunciato, mette in giro la voce che Teodora, la giovane moglie di don Julian, tradisca il marito con il giovane ospite.
Pur se lo scandalo mette in pericolo la carriera di don Julian, costui si rifiuta di credere alla colpevolezza della moglie. Ernesto, per evitare un'ulteriore umiliazione al suo ospite, decide di andarsene e sfida Alvarez a duello. Don Julian, venendo a conoscenza del ruolo avuto nella storia da Alvarez, lo sfida ma nel combattimento viene ferito gravemente. Don Julian, ormai morente, è trasportato nelle stanze di Ernesto, Delirando, accusa il giovane amico e la moglie: Ernesto, allora, va a cercare Alvarez e finalmente il duello ha luogo. Ucciso Alvarez, Ernesto ritorna da don Julian per convincere l'amico morente della fedeltà di Teodora.

## Produzione
Il film fu prodotto dalla Fox Film Corporation.

## Distribuzione
Distribuito dalla Fox Film Corporation, il film - presentato da William Fox - uscì nelle sale cinematografiche statunitensi nel marzo 1915.